# ماساکی یواسا
ماساکی یواسا (به ژاپنی: 湯浅 政明) (زادهٔ ۱۶ مارس ۱۹۶۵) کارگردان، فیلمنامه‌نویس و پویانمای اهل ژاپن است. یواسا وابسته به ساینس سارو، یک استودیوی پویانمایی ژاپنی است که توسط او و یونیونگ چوی تهیه کننده کره‌ای، در سال ۲۰۱۳ بنیان گذاشته شد.
یوآسا پیش‌تر به‌عنوان رئیس ساینس سارو فعالیت می‌کرد، اما در سال ۲۰۲۰ از این سمت کناره‌گیری کرد. او که به خاطر سبک هنری و شیوه خاص کارگردانی‌اش شناخته شده بود، کار خود را به‌عنوان انیماتور در مجموعه تلویزیونی مشهور چیبی ماروکو چان (۱۹۹۰-۱۹۹۲) و شین-چان (۱۹۹۲ – تاکنون) آغاز کرد. اما نقطه عطف کارنامه یواسا، کارگردانی انیمه بلند بازی ذهن بود که او را به شهرتی فراگیر در میان طرفداران انیمه رساند. موفقیت‌های حاصل از تولیدات استودیوی او که با افزایش توزیع بین‌المللی آثار در دهه ۲۰۱۰ همراه بود، او را به‌عنوان یکی از برجسته‌ترین خالقان مستقل ژاپن تثبیت کرد.
آثار تولیدی یواسا، برنده جوایز بسیاری از جمله جایزه جشنواره بین‌المللی فیلم انیمیشن انسی، جایزه انیمیشن سال آکادمی فیلم ژاپن، جایزه افیجی نوبورو، جایزه جشنواره هنرهای رسانه‌ای ژاپن، جایزه انیمه توکیو، مدال افتخار با روبان بنفش و همچنین جایزه آژانس امور فرهنگی ژاپن شده‌اند.
آخرین پروژه یواسا فیلم بلند درام موزیکال اینو-اوه است که برای نخستین بار در در سپتامبر ۲۰۲۱ در جشنواره بین‌المللی فیلم ونیز به نمایش درآمد و در اوت ۲۰۲۲ در سراسر جهان اکران شد.

## گزیده فیلم‌شناسی
- انیمه راکوگو کان - قسمت ۳ (۱۹۹۲)
- ماجراهای اسلایم. آره دریا (۱۹۹۹)
- بچه‌های وامپیان (۱۹۹۹)
- بازی ذهن (۲۰۰۴)
- کمونوزوم (۲۰۰۶)
- مهمانی نابغه (۲۰۰۷)
- کایبا (۲۰۰۸)
- کهکشان تاتامی (۲۰۱۰)
- شین-من (۲۰۱۰-۲۰۱۲)
- کیک-هارت (۲۰۱۳)
- شیک پوش فضایی - قسمت ۱۶: آهسته و پیوسته برنده مسابقه است، عزیزم (۲۰۱۴)
- انیمیشن پینگ پنگ (۲۰۱۴)
- شب کوتاه است، راه برو دختر (۲۰۱۷)
- لو بر فراز دیوار (۲۰۱۷)
- کودک گریان شیطان (۲۰۱۸)
- موج خود را بران (۲۰۱۹)
- سوپر شیرو (۲۰۱۹-۲۰)
- به ایزوکن دست نزنید (۲۰۲۰)
- ژاپن غرق می‌شود (۲۰۲۰)
- ژاپن غرق می‌شود:نسخه تئاتریکال (۲۰۲۰)
- اینو-اوه (۲۰۲۱)